# 모용씨

모용씨

모용씨(중국어 정체자: 慕容氏, 병음: Mùróng)는 삼국 시대와 진나라 시기의 선비족 지파인 모용선비의 성씨로서, 이들은 후에 전연(前燕)·서연(西燕)·후연(後燕)·남연(南燕)을 건립하였다. 또한 토욕혼(吐谷渾)이 모용씨로부터 내려온 부족이라고 전해진다. 현대에도 존재하는 성씨이며, 일부 자손들은 모(慕)씨 또는 용(容)씨로 바꾸었다.